# Sclerostomus cucullatus
Sclerostomus cucullatus es una especie de coleóptero de la familia Lucanidae.

## Distribución geográfica
Habita en Chile y Argentina.